# Frank Stieler
Frank Stieler (* 13. Dezember 1958 in Frankfurt am Main) ist ein deutscher Manager.

## Leben
Frank Stieler studierte Rechtswissenschaften an der Johann-Wolfgang-Goethe-Universität Frankfurt am Main. 1985 wurde er mit der Arbeit Satzungsgebung der Universitäten zum Dr. iur. promoviert.
Er war seit 1984 zunächst als Rechtsanwalt in Frankfurt am Main tätig und wechselte 1986 zum Frankfurter Großanlagenbauer Lurgi. Er durchlief verschiedene Positionen, unter anderem Leiter der Rechtsabteilung, und war zuletzt Chief Financial Officer einer Unternehmenssparte. Nach Konsolidierung und Neustrukturierung der Lurgi unter dem Dach der Metallgesellschaft AG wurde er 1995 Leiter des Büros des Vorstandsvorsitzenden Kajo Neukirchen. 1997 wurde Stieler Vorsitzender der Geschäftsführung der Lurgi Bamag AG. 1999 wechselte er als Senior Vice President zum US-amerikanischen Energieversorger Enron in Houston. 2001 wurde er Leiter des Industrietechnikzweigs Oil & Gas and Industrial Applications der Siemens AG. 2008 wurde Stieler CEO der Oil & Gas Division des Siemens Energy Sector, die Anlagen zur Förderung von fossilen Bodenschätzen herstellte. Seit 2009 verantwortete er als Vorstandsmitglied das Europageschäft des Baukonzerns Hochtief.
2011 wurde Stieler vom Aufsichtsrat zum Nachfolger von Herbert Lütkestratkötter als Vorsitzender des Vorstandes der Hochtief AG ernannt. Er trat das Amt offiziell am 12. Mai 2011 mit Ablauf der Hauptversammlung an.
Nach seinem Ausscheiden als Vorstandsvorsitzender (CEO) der Hochtief AG bekam Stieler als Entschädigung zwei Jahresgehälter als Abfindung, insgesamt 5 Millionen Euro.

## Krauss-Maffei|KraussMaffei Group

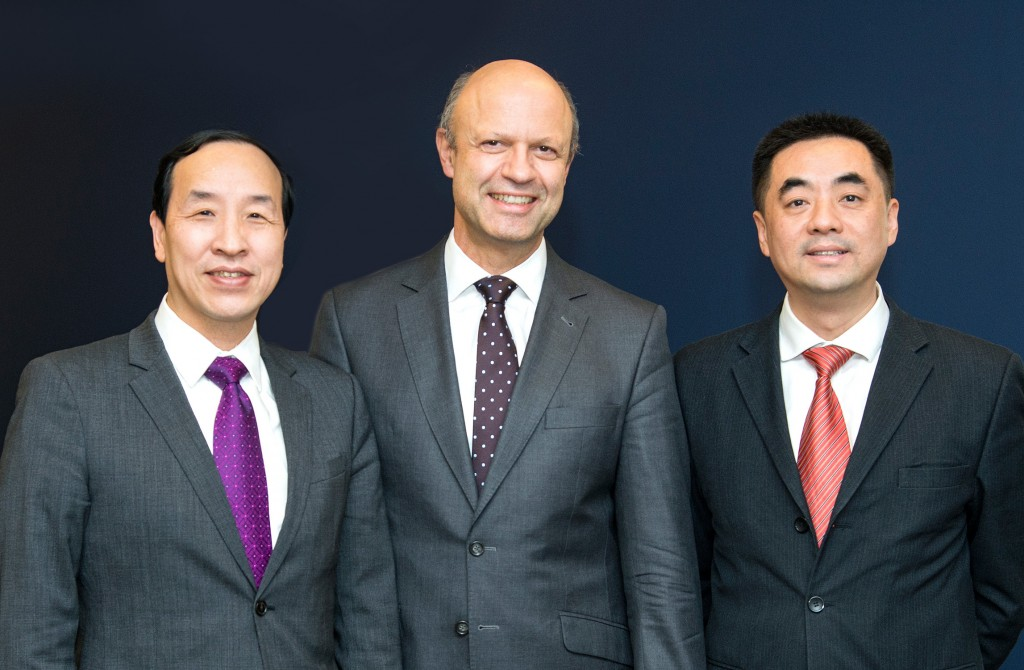
Vertragsunterzeichnung des Verkaufs der KraussMaffei Group, in der Mitte Frank Stieler (2016)

Frank Stieler wurde mit Wirkung zum 27. Juli 2015 zum neuen Vorsitzenden des Vorstandes (CEO) der KraussMaffei Group GmbH bestellt. Im Januar 2016 wurde der Verkauf der KraussMaffei Group durch den kanadischen Finanzinvestor Onex Corporation an den staatlichen chinesischen Chemiekonzern, der direkt an die Einheitspartei KP berichtet, ChemChina, bekanntgegeben. Der Kauf von der KraussMaffei Group stellt die größte Direktinvestition eines chinesischen Staatskonzernes in ein deutsches Unternehmen dar. Der Kaufpreis betrug ca. 925 Millionen Euro. Die Onex Corporation erwarb die KraussMaffei Group Ende 2012, seit Amtsantritt von Stieler hat sich diese stark entwickelt und ist auch erneut gewachsen.
Am 29. April 2016 wurde die Übernahme der KraussMaffei Group GmbH durch den chinesischen Staatskonzern ChemChina abgeschlossen. Frank Stieler behielt seine Rolle als Vorsitzender der Geschäftsführung (CEO) und zusätzlich wurde er in Folge bei ChemChina mit mehreren Schlüsselaufgaben betrauen, zum Beispiel wurde er für die Integration der Gummimaschinen-Sparte von ChemChina in die KraussMaffei Group zuständig.
Frank Stieler trat zum 31. März 2020 als CEO der KraussMaffei Group zurück. Sein Nachfolger wurde Michael Ruf.

## Privat
Frank Stieler ist verheiratet mit Beate Stieler. Er ist Vater von fünf Kindern und wohnt in der Rhein-Main-Region, in Eppstein, im Main-Taunus-Kreis.

## Auszeichnungen
- 2017: SignsAward